# Casa de Lorena
La casa de Lorena és una dinastia nobiliària iniciada per Gerard d'Alsàcia (Gerard I de Lorena, mort el 1070), nomenat duc de Lorena per l'emperador Enric III, seguint al seu germà Adalbert de Lorena. La família va regnar sobre Lorena del 1048 al 1453 i del de 1484 al 1736, i sobre el ducat de Bar de 1484 a 1736.
El duc Francesc III de Lorena es va casar el 1736 Maria Teresa d'Habsburg, hereva de la casa d'Àsutria. El 1737 Francesc III va haver d'abandonar per a ell mateix i pels seus hereus els seus drets al ducat de Lorena i el ducat del Bar i abandonar els títols inherents, i fou escollit emperador com Francesc I del Sacre Imperi Romanogermànic el 1745; la seva dinastia fou anomenada Habsburg-Lorena.
El títol de "duc de Lorena" el porta modernament l'arxiduc Otó d'Habsburg-Lorena (nascut el 1912), fill gran del darrer emperador d'Àustria Carles I, que es fa nomenar duc de Bar. La casa Habsburg-Lorena ha heretat els drets a Lorena i Bar per extinció de la línia ducal, tot i que jurídicament no hi té cap dret.

## Genealogia

### Comtes de Metz
```
Adalard,
[
1
]
 (mort el 890) 
│
├─> 
Gerard I de Metz
 (mort el 910), 
comte de Metz

│ X 
Oda de Saxònia
, vídua de 
Zuentibold

│ │
│ ├─> Wigfried (mort el 953), arquebisbe de 
Colònia
 (924-953)
│ │
│ ├─> Jofre (mort el 949), comte palatí de Lotaríngia
│ │ │ X Ermentruda, fille del rei dels Francs 
Carles el Simple

│ │ │
│ │ ├─> 
Jofre
 (mort el 964), vice-duc de Baixa Lotaríngia
│ │ │
│ │ ├─> Gerard (mort després de 963), comte de Metz 
│ │ │ ├─> Ricard (mort després de 982), comte de Metz 
│ │ │ │
│ │ │ └─> Gerard 
│ │ │ 
│ │ ├─> Gebhard 
│ │ │
│ │ ├─> Adalard 
│ │ │
│ │ └─> Gerberga, casat a 
Megingoz

│ │
│ └─> Oda, casada a Goteló, comte de Bidgau
│
└─> Matfrid I
[
2
]
 (mort el 930), comte de Metz 
x Lantsind
│
├─> Adalbert (mort el 944), comte de Metz 
│ X Luitgarda, filla de 
Wigeric de Bidgau

│ │
│ └─> Matfrid II (mort abans del 944) 
│
└─> Bernwin (mort el 939), bisbe de Verdun (925-939)
```

Sense absoluta certessa, Ricard passa per ser el fill de Gerard (mort després del 963), 
```
Matfrid I (mort el 930), comte de Metz 
│
Adalbert (mort el 944), comte de Metz, fill del precedent i oncle de Gerard (mort després del 963) 
│
Gerard (mort després del 963), comte de Metz, fill de Jofre (mort després del 949) i nebot d'Adalbert (mort el 944), 
│ 
Ricard (mort després del 982), comte de Metz, suposat fill del precedent
│
├─> Gerard (mort entre 1021 i 1033), comte de Metz
[
3
]

│ X Eva de Luxemburg, filla de 
Sigifred
, 
comte de Luxemburg

│ │
│ └─> Sigfrid d'Alsàcia (mort entre 1017 i 1020)
│
├─> Adalbert (mort el 1037 o més tard), comte de Metz 
│ X Judit
│ │
│ └─> Gerard d'Alsàcia (mort el 1045), comte de Metz 
│ X Gisela 
│ │
│ ├─> 
Adalbert I d'Alsàcia
 (mort l'11 nov.1048), 
duc de Lorena
, comte de Longwy
│ │
│ ├─> 
Gerard d'Alsàcia
 (mort el 1070), comte de Metz, duc de Lorena 

│ │ │
│ │ └─> 
ducs de Lorena de la casa d'Alsàcia

│ │
│ ├─> Conrad d'Alsàcia
│ │
│ ├─> Adalberó d'Alsàcia
│ │
│ ├─> Beatriu, religieosa a Remiremont
│ │
│ ├─> Conó d'Alsàcia
│ │
│ ├─> Gisela
│ │ X Conrad de Luxemburg
│ │ 
│ ├─> Ilvolda, abadessa de Saint-Pierre de Metz
│ │
│ ├─> Azelin d'Alsàcia
│ │ 
│ ├─> Ida
│ │
│ └─> Adelric d'Alsàcia
│
└─> Adelaida d'Alsàcia (mort entre 1039 i 1046)
X 
Enric de Francònia

│
└─> 
Conrad II
 (990-1039), 
emperador germànic
```

### Ducs de Lorena (Casa d'Alsàcia)
```
Gerard d'Alsàcia (-1045), comte de Metz 
│
└─> 
Gerard d'Alsàcia
 (-1070), comte de Metz, duc de Lorena 
X Edwigis de Namur (1030-1074)
│
├─> 
Thierry II o Teodoric II
 (1055-1115), duc de Lorena
│ X 1) Edwigis de Forbach (1058-1095)
│ X 2) Gertruda de Flandes (-1117)
│ │
│ ├1> 
Simó I
 (? -1138), duc de Lorena
│ │ X Adelaida de Lovaina (1090-1160)
│ │ │
│ │ ├─> Agata (1122-1147)
│ │ │ X 
Renald III
 (mort el 1148), 
comte de Borgonya

│ │ │
│ │ ├─> Hadwida 
│ │ │ X Frederic de Dampierre, 
comte de Toul

│ │ │
│ │ ├─> 
Mateu I
 (1122-1176), duc de Lorena
│ │ │ X Judit de Hohenstaufen (1123-1195), coneguda també com Berta 
│ │ │ │
│ │ │ ├─> Alix (1148-1192)
│ │ │ │ X Hug III de Borgonya
│ │ │ │
│ │ │ ├─> 
Simó II
 (1140-1207), duc de Lorena
│ │ │ │ X Ida de Vienne (-1227)
│ │ │ │
│ │ │ ├─> Judit (1150-1173)
│ │ │ │ X Esteve II, 
comte d'Auxonne

│ │ │ │
│ │ │ ├─> 
Ferry I
 (1142-1206), senyor de 
Bitche

│ │ │ │ X Ludomila de Polònia (-1223)
│ │ │ │ │
│ │ │ │ ├─> 
Ferry II
 (1170-1213)
│ │ │ │ │ X Agnes de Bar
│ │ │ │ │ │
│ │ │ │ │ ├─> 
Tibald I
 (1191-1220), duc de Lorena
│ │ │ │ │ │ X Gertruda de Dabo (-1225)
│ │ │ │ │ │
│ │ │ │ │ ├─> 
Mateu II
 (1193-1251), duc de Lorena
│ │ │ │ │ │ X Caterina de Luxemburg (-1255)
│ │ │ │ │ │ │
│ │ │ │ │ │ ├─> 
Ferry III de Lorena
 (1240-1302), duc de Lorena
│ │ │ │ │ │ │ X Margarida de Xampanya (-1310)
│ │ │ │ │ │ │ │
│ │ │ │ │ │ │ ├─> 
Thibald II de Lorena
 (1260-1312), duc de Lorena
│ │ │ │ │ │ │ │ X Isabela de Rumigny (-1326)
│ │ │ │ │ │ │ │ │ 
│ │ │ │ │ │ │ │ ├─> 
Ferry IV de Lorena
 (1282-1329), duc de Lorena
│ │ │ │ │ │ │ │ │ X Elisabet d'Àustria (-1353)
│ │ │ │ │ │ │ │ │ │
│ │ │ │ │ │ │ │ │ ├─> 
Raül de Lorena
 (1318-1346), duc de Lorena
│ │ │ │ │ │ │ │ │ │ X Eleonora de Bar (-1336)
│ │ │ │ │ │ │ │ │ │ X Maria de Blois (-1363)
│ │ │ │ │ │ │ │ │ │ │
│ │ │ │ │ │ │ │ │ │ └─> 
Joan I de Lorena
 (1346-1390), duc de Lorena
│ │ │ │ │ │ │ │ │ │ X 1) Sofia de Wurtemberg (-1369)
│ │ │ │ │ │ │ │ │ │ X 2) Margarida de Los i de Chiny (-1372)
│ │ │ │ │ │ │ │ │ │ │
│ │ │ │ │ │ │ │ │ │ ├1> 
Carles II de Lorena
 (1364-1431), duc de Lorena
│ │ │ │ │ │ │ │ │ │ │ X Margarida de Baviera
│ │ │ │ │ │ │ │ │ │ │ │
│ │ │ │ │ │ │ │ │ │ │ ├─> 
Isabel I de Lorena
 (1410-1453), duquessa de Lorena
│ │ │ │ │ │ │ │ │ │ │ │ X 
Renat I d'Anjou
 (1409-1480)
│ │ │ │ │ │ │ │ │ │ │ │ │
│ │ │ │ │ │ │ │ │ │ │ │ ├─> 
Joan II
, duc de Lorena
│ │ │ │ │ │ │ │ │ │ │ │ │ │
│ │ │ │ │ │ │ │ │ │ │ │ │ └─> 
Nicolau I de Lorena
, duc de Lorena
│ │ │ │ │ │ │ │ │ │ │ │ │
│ │ │ │ │ │ │ │ │ │ │ │ └─> 
Iolanda d'Anjou
 (1428-1484)
 

│ │ │ │ │ │ │ │ │ │ │ │ 
X 
Ferry II de Lorena
 (1428-1470), comte de Vaudémont

│ │ │ │ │ │ │ │ │ │ │ │ │
│ │ │ │ │ │ │ │ │ │ │ │ └─> 
Casa de Lorena-Vaudémont

│ │ │ │ │ │ │ │ │ │ │ │ 
│ │ │ │ │ │ │ │ │ │ │ └─> Caterina (1411-1439)
│ │ │ │ │ │ │ │ │ │ │ X Jaume I de Baden
│ │ │ │ │ │ │ │ │ │ │
│ │ │ │ │ │ │ │ │ │ ├2> 
Ferry I
 (1370-1415), comte de Vaudémont 

│ │ │ │ │ │ │ │ │ │ │ │
│ │ │ │ │ │ │ │ │ │ │ └─> '
Casa de Lorena-Vaudémont

│ │ │ │ │ │ │ │ │ │ │
│ │ │ │ │ │ │ │ │ │ └2> Isabela (-1423)
│ │ │ │ │ │ │ │ │ │ X Enguerrand VII de Coucy
│ │ │ │ │ │ │ │ │ │ X Esteve II de Baviera
│ │ │ │ │ │ │ │ │ │
│ │ │ │ │ │ │ │ │ └─> Margarida
│ │ │ │ │ │ │ │ │ X Wenceslau de Luxemburg
│ │ │ │ │ │ │ │ │ X Joan de Châlons
│ │ │ │ │ │ │ │ │ X Ulric de Ribeaupierre
│ │ │ │ │ │ │ │ │
│ │ │ │ │ │ │ │ ├─> Mateu (-1330), senyor de Varsberg
│ │ │ │ │ │ │ │ │ X Mafalda de Flandes
│ │ │ │ │ │ │ │ │
│ │ │ │ │ │ │ │ ├─> Hug (-1337), senyor de Rumigny
│ │ │ │ │ │ │ │ │ X Margarida de Beaumetz
│ │ │ │ │ │ │ │ │
│ │ │ │ │ │ │ │ ├─> Margarida (-1344)
│ │ │ │ │ │ │ │ │ X Guiu de Dampierre
│ │ │ │ │ │ │ │ │ X Lluís de Looz
│ │ │ │ │ │ │ │ │
│ │ │ │ │ │ │ │ ├─> Isabela (-1353)
│ │ │ │ │ │ │ │ │ X Errard de Bar 
│ │ │ │ │ │ │ │ │
│ │ │ │ │ │ │ │ ├─> Filipina, religiosa al monestir del Paraclet
│ │ │ │ │ │ │ │ │
│ │ │ │ │ │ │ │ └─> Maria
│ │ │ │ │ │ │ │ X Guiu de Châtillon
│ │ │ │ │ │ │ │ 
│ │ │ │ │ │ │ ├─> Mateu (-1291), senyor de Beauregard
│ │ │ │ │ │ │ │ X Alix de Bar
│ │ │ │ │ │ │ │
│ │ │ │ │ │ │ ├─> Frederic (-1299), bisbe d'Orléans
│ │ │ │ │ │ │ │
│ │ │ │ │ │ │ ├─> Ferry (-1312), senyor de Brémoncourt i de Plombières
│ │ │ │ │ │ │ │ X Margarida de Blamont
│ │ │ │ │ │ │ │ │
│ │ │ │ │ │ │ │ ├─> Jaume, senyor de Brémoncourt
│ │ │ │ │ │ │ │ │
│ │ │ │ │ │ │ │ └─> Elisa
│ │ │ │ │ │ │ │ X Wautier de Vic-sur-Seille
│ │ │ │ │ │ │ │
│ │ │ │ │ │ │ └─> Caterina (-1316)
│ │ │ │ │ │ │ X Conrad de Friburg
│ │ │ │ │ │ │
│ │ │ │ │ │ ├─> Isabela (-1266)
│ │ │ │ │ │ │ X Guillem de Vienne
│ │ │ │ │ │ │ X Joan de Châlon, senyor de Rochefort
│ │ │ │ │ │ │ 
│ │ │ │ │ │ ├─> Laura
│ │ │ │ │ │ │ X Joan de Dampierre
│ │ │ │ │ │ │ X Guillem de Vergy
│ │ │ │ │ │ │ 
│ │ │ │ │ │ └─> Caterina
│ │ │ │ │ │ X Ricard de Montbéliard
│ │ │ │ │ │
│ │ │ │ │ ├─> 
Jaume de Lorena
 (-1260), bisbe de Metz
│ │ │ │ │ │
│ │ │ │ │ ├─> 
Renald de Lorena
 (1240-1294), senyor de Bitche
│ │ │ │ │ │
│ │ │ │ │ ├─> Laureta (-1247)
│ │ │ │ │ │ X Simó III de Sarrebruck
│ │ │ │ │ │ 
│ │ │ │ │ └─> Alix
│ │ │ │ │ X Werner de Kyburg
│ │ │ │ │ X Gautier I de 
Vignory

│ │ │ │ │
│ │ │ │ ├─> Thierry el Diable, senyor d'
Autigny

│ │ │ │ │ │ 
│ │ │ │ │ └─> senyors d'Autigny
│ │ │ │ │
│ │ │ │ ├─> Enric el Llombard, senyor de Bayon
│ │ │ │ │ │ 
│ │ │ │ │ └─> senyors de Bayon
│ │ │ │ │
│ │ │ │ ├─> Felip (mort el 1243), senyor de Gerbeviller
│ │ │ │ │ X Agnes
│ │ │ │ │
│ │ │ │ ├─> 
Mateu de Lorena
 (1170-1217), 
bisbe de Toul

│ │ │ │ │
│ │ │ │ ├─> Agata ((morta 1242), abadessa de Remiremont
│ │ │ │ │
│ │ │ │ ├─> Judit
│ │ │ │ │ X Enric II (mort el 1225), comte de Salm
│ │ │ │ │
│ │ │ │ ├─> Hediwgis (morta el 1228)
│ │ │ │ │ X Jordi comte de Zweibrücken
│ │ │ │ │
│ │ │ │ └─> Cunegunda
│ │ │ │ X 
Walram III
 (mort el 1226), 
duc de Limburg

│ │ │ │
│ │ │ ├─> Mateu (-1207), 
comte de Toul
 

│ │ │ │ │
│ │ │ │ └─> 
comtes de Toul

│ │ │ │
│ │ │ ├─> 
Thierry IV de Lorena
 (-1181), 56è bisbe de Metz
│ │ │ │
│ │ │ └─> una filla morta en la infància
│ │ │
│ │ ├─> Robert (-1208), senyor de Florange
│ │ │ │
│ │ │ └─> 
senyors de Florange

│ │ │
│ │ ├─> Berta
│ │ │ X 
Herman III
 (mort el 1160), 
marcgravi de Baden

│ │ │
│ │ ├─> Balduí
│ │ │
│ │ └─> Joan
│ │
│ ├1> Gertruda (-1144)
│ │ X 
Florenci II
 d'Holanda 
│ │
│ ├2> Gisela
│ │ X 
Frederic I de Sarrebruck

│ │
│ ├2> 
Thierry
 (1100-1168), 
comte de Flandes
 

│ │ │
│ │ └─> 
comtes de Flandes

│ │ 
│ ├2> Enric (-1165), 
bisbe de Toul

│ │
│ ├2> Ida
│ │ X Sigifred (mort el 1104), comte de Burghausen
│ │
│ └─> Ermengarda, casada a Bernat de Brancion
│
├─> 
Gerard I
 (-1120), 
comte de Vaudémont
 

│ X Hedwigis d'Egisheim (-1126)
│ │
│ └─> 
Comtes de Vaudémont

│
├─> Gisela, abadessa de Saint-Pierre de Remiremont
│
└─> Beatriu
X 
Esteve I
, 
comte de Borgonya
, 
de Mâcon
 i 
de Vienne
```

#### Comtes de Vaudémont
```
Gerard d'Alsàcia
 (-1070), comte de Metz, duc de Lorena (
*
)
X Edwigis de Namur (1030-1074)
│
└─> 
Gerard I
 (-1120), 
comte de Vaudémont

X Hedwigis d'Egisheim (-1126)
│
├─> 
Hug I
 (-1155), comte de Vaudémont
│ X Aigelina de Borgonya (1116-1163)
│ │
│ ├─> 
Gerard II
 (-1188)
│ │ X 1) Gertruda de Joinville
│ │ X 2) Ombelina de Vandœuvre
│ │ │
│ │ ├1> 
Hug II
 (-1242), comte de Vaudémont
│ │ │ X Hedwigis de Raynel, senyora de Gondrecourt
│ │ │ │
│ │ │ ├─> 
Hug III
 (-1244), comte de Vaudémont
│ │ │ │ X Margarida de Bar
│ │ │ │ │
│ │ │ │ ├─> 
Enric I
 (-1278), comte de Vaudémont
│ │ │ │ │ X Margarida de la Roche-sur-Yon, i va tenir :
│ │ │ │ │ │
│ │ │ │ │ ├─> 
Renald
 (-1279), comte de Vaudémont i d'Ariano
│ │ │ │ │ │
│ │ │ │ │ ├─> 
Enric II
 (-1299), comte de Vaudémont i d'Ariano
│ │ │ │ │ │ X Elisenda de Vergy
│ │ │ │ │ │ │
│ │ │ │ │ │ ├─> 
Enric III
 (-1346), comte de Vaudémont
│ │ │ │ │ │ │ X Isabel de Lorena (-1335)
│ │ │ │ │ │ │ │
│ │ │ │ │ │ │ ├─> 
Margarida
 (1305-1333), comtesse de Vaudémont
│ │ │ │ │ │ │ │ X 
Ansó
, 
senyor de Joinville
 (1265-1343)
│ │ │ │ │ │ │ │ │
│ │ │ │ │ │ │ │ └─> 
Enric V de Joinville
, comte de Vaudémont i senyor de Joinville

│ │ │ │ │ │ │ │ │
│ │ │ │ │ │ │ │ └─> 
Margarida de Joinville
, comtessa de Vaudémont

│ │ │ │ │ │ │ │ 
X 
Ferry I de Lorena
, comte de Vaudémont

│ │ │ │ │ │ │ │ │
│ │ │ │ │ │ │ │ └─> 
Casa de Lorena-Vaudémont

│ │ │ │ │ │ │ │
│ │ │ │ │ │ │ └─> 
Enric IV
 (1310-1346), comte de Vaudémont
│ │ │ │ │ │ │
│ │ │ │ │ │ ├─> Isabel, monja à Soissons
│ │ │ │ │ │ │
│ │ │ │ │ │ ├─> Joana (-1347), abadessa de Remiremont el 1324
│ │ │ │ │ │ │
│ │ │ │ │ │ └─> Margarida (-1336)
│ │ │ │ │ │ X 1) Joan de Joinville
│ │ │ │ │ │ X 2) Erard, senyorde Nanteuil-la-Fosse.
│ │ │ │ │ │
│ │ │ │ │ ├─> Jaume (-1299), senyor de Blainville i de Bettingen
│ │ │ │ │ │ X Agnes de Saarbruck, senyora de Bainville i de Bettingen
│ │ │ │ │ │ │
│ │ │ │ │ │ └─> Margarida (-1345), senyora de Bettingen
│ │ │ │ │ │ X 1) Joan de Salm (-1313)
│ │ │ │ │ │ X 2) Guillem de Vienne senyor de Longwy
│ │ │ │ │ │
│ │ │ │ │ ├─> Guiu (-1299), canonge a Toul
│ │ │ │ │ │
│ │ │ │ │ ├─> Caterina
│ │ │ │ │ │ X Carles de Lagonesse, marsical de Sicícilia
│ │ │ │ │ │
│ │ │ │ │ ├─> Alix
│ │ │ │ │ │ X Lluís de Roeriis
│ │ │ │ │ │
│ │ │ │ │ └─> Margarida
│ │ │ │ │ X Tomàs de Saint-Séverin, comte de Marsico
│ │ │ │ │
│ │ │ │ ├─> Agnès (morta el 1282)
│ │ │ │ │ X Walram comte de Deux-Pont
│ │ │ │ │
│ │ │ │ ├─> Maria
│ │ │ │ │ X Thierry, senyor de Schönberg (+1290)
│ │ │ │ │
│ │ │ │ └─> Margarida
│ │ │ │ X Enric de Grandpré, senyor de Hans
│ │ │ │
│ │ │ ├─> Jofre, senyor de Gondrecourt
│ │ │ │ X Adelaida de Beaumont
│ │ │ │ │
│ │ │ │ └─> Joan de Gondrecourt
│ │ │ │
│ │ │ ├─> Gerard
│ │ │ │
│ │ │ ├─> Gautier
│ │ │ │
│ │ │ ├─> Thibald, canonge a Toul
│ │ │ │
│ │ │ ├─> Comtessa
│ │ │ │
│ │ │ └─> une filla, monja a Etanches
│ │ │
│ │ ├1> Jofre, senyor de Deuilly i de Clefmont
│ │ │ │
│ │ │ └─> 
senyors de 
Deuilly
 i de 
Rémonville

│ │ │
│ │ ├1> Gerard (-1219), 
bisbe de Toul

│ │ │
│ │ ├1> Comtessa, citada el 1182
│ │ │
│ │ └2> Olry, senyor de Magny-Fouchard
│ │
│ ├─> Ulric (-1166), senyor de Deuilly
│ │
│ ├─> Eudes (-1197), 
bisbe de Toul

│ │
│ ├─> Hug, canonge a Toul
│ │
│ └─> Renald, citat vers 1150 i vers 1180
│
├─> Gisela (1090-1141)
│ X 1) Renard III, 
comte de Toul

│ X 2) 
Renaud el Borni
 (-1149), 
comte de Bar

│
├─> Estefania (-1160/88)
│ X 
Frederic I
 (mort el 1160), 
comte de Ferrette

│
└─> Judit (-1163), abadessa de Remiremont, després de Saint-Pierre a Metz
```

#### Comtes de Flandes
```
Thierry II
 (1055-1115), duc de Lorena 
X 2) Gertruda de Flandes (-1117)
│
└2> 
Thierry
 (1100-1168), 
comte de Flandes

X 1) 
Margarida de Clermont

X 2) 
Sibil·la d'Anjou
 (-1165)
│
├1> 
Laureta d'Alsàcia
 (vers 1120 - 1175)
│ X 
Raül I
 (1085-1152), 
comte de Vermandois

│
├2> 
Felip
 (1143-1194), comte de Flandes
│ X 1) 
Elisabet de Vermandois
 (1143-1183)
│ X 2) Mafalda de Portugal
│
├2> 
Mateu
 (-1173), 
comte de Boulogne

│ X 1) Maria de Blois
│ X 2) Eleonor de Vermandois
│ │
│ ├─> 
Ida
 (1216), comtessa de Boulogne
│ │ X 
Renald I de Dammartin

│ │
│ └─> Matilde (-1210)
│ X 
Enric I de Brabant

│
├─> 
Margarida
 (-1194), comtessa de Flandes
│ X 1) 
Raül II de Vermandois

│ X 2) 
Balduí V d'Hainaut
 (1128-1195), 
│
├─> Gertruda d'Alsàcia (morta el 1186)
│ X 
Humbert III de Savoia

│
├─> Matilde, abadessa de Fontevraud
│
└─> Pere (mort el 1176), bisbe de Cambrai
```

#### Comtes de Toul
```
Mateu I
 (1122-1176), duc de Lorena 
X Judit de Hohenstaufen (1123-1195)
│
└─> Mateu (-1207), 
comte de Toul

X Beatriu de Dampierre (-1206)
│
├─> Frederic V (-1250), comte de Toul
│ X Agnes de Ferrette, senyora de Montreux
│ │
│ ├─> Eudes (-1270), comte de Toul
│ │ X 1) Isabel 
│ │ X 2) Gileta de Passavant
│ │ │
│ │ ├1> Frederic, senyor de Charmes i de Fontenoy
│ │ │ │
│ │ │ ├─> Mateu
│ │ │ │
│ │ │ ├─> Eudes
│ │ │ │
│ │ │ ├─> Ferry 
│ │ │ │
│ │ │ └─> Anna, abadessa de Säkkingen
│ │ │
│ │ ├1> Guiu
│ │ │
│ │ ├1> Isabel
│ │ │ X Simoní de Rosiéres
│ │ │
│ │ └1> Margarida
│ │
│ ├─> Mateu
│ │
│ ├─> Frederic, senyor de Charmes, canonge a Metz (-1297)
│ │
│ ├─> Joan
│ │ X Alix
│ │
│ ├─> Ulric
│ │
│ ├─> Robert (-1319), senyor de Montreux-en-Ferrette
│ │ │
│ │ ├─> Frederic, senyor de Montreux-en-Ferrette i d'Hardémont
│ │ │ X Audata, senyora de Polaincourt, d'Allenjoie i de Châteaurouillard
│ │ │ │
│ │ │ └─> 
senyors de Montreux-en-Ferrette i d'Hardémont

│ │ │
│ │ └─> Joan de Montreux
│ │ X Joana de Faucogney
│ │ │
│ │ ├─> Tibald
│ │ │
│ │ ├─> Ferri o Ferry (-1386)
│ │ │
│ │ ├─> Thierry
│ │ │
│ │ └─> Robert
│ │
│ ├─> Felip
│ │
│ └─> Enric
│
├─> Reinard (-1259), senyor de Coussey i de Saint-Rémy
│ X Elisabet de Reynel
│ │
│ ├─> Matíes (-1294), senyor de Saint-Rémy
│ │ X 1) Alix de Parroye
│ │ X 2) Simona
│ │
│ ├─> Jofre
│ │
│ ├─> Gauxer
│ │
│ ├─> Felip
│ │
│ ├─> Gautier
│ │ X Maria 
│ │ │
│ │ ├─> Guillem
│ │ │
│ │ └─> Caterina
│ │
│ ├─> Gualter, + abans de 1298
│ │ │
│ │ ├─> Mateu
│ │ │ X Alix de Parroye
│ │ │
│ │ └─> Beatriu
│ │ X Ricard de Dompmartin
│ │
│ └─> Ferry 
│
└─> Enric
```

### Casa de Lorena-Vaudémont
```
Joan I de Lorena
 (1346-1390), duc de Lorena (
*
)
X 2) Margarida de Loos i de Chiny (-1372) 
│
└2> 
Ferry I
 (1370-1415), comte de Vaudémont
X 
Margarida de Joinville
, comtessa de Vaudémont (
*
)
│
├─> 
Antoni
 (1395-1458), comte de Vaudémont
│ X 
Maria d'Harcourt
 (1398-1476)
│ │
│ ├─> 
Ferry II
 (1428-1470), comte de Vaudémont
│ │ X 
Iolanda d'Anjou
 (1428-1484) (
*
)
│ │ │
│ │ ├─> 
Renat II de Lorena
 (1451-1508), duc de Lorena
│ │ │ X 1) 
Joana d'Harcourt
 (-1488)
│ │ │ X 2) 
Felipa de Gueldre
 (1465-1547)
│ │ │ │ 
│ │ │ ├─> 2) Carles (1486-jeune)
│ │ │ │ 
│ │ │ ├─> 2) Francesc (1487-1487)
│ │ │ │ 
│ │ │ ├─> 2) 
Antoni de Lorena
 (1489-1544), duc de Lorena
│ │ │ │ X 
Renata de Borbó-Montpensier
 (1494-1539)
│ │ │ │ │
│ │ │ │ ├─> 
Francesc I de Lorena
 (1517-1545), duc de Lorena
│ │ │ │ │ X 
Cristina de Dinamarca
 (1521-1590)
│ │ │ │ │ │
│ │ │ │ │ ├─> 
Carles III de Lorena
 (1543-1608), duc de Lorena
│ │ │ │ │ │ X 
Claudi de França
 (1547-1575) 
│ │ │ │ │ │ │
│ │ │ │ │ │ ├─> 
Enric II de Lorena
 (1563-1624), duc de Lorena
│ │ │ │ │ │ │ X 1) 
Caterina de Borbó
 (1559-1604)
│ │ │ │ │ │ │ X 2) 
Margarida de Màntua
 (1591-1632)
│ │ │ │ │ │ │ │
│ │ │ │ │ │ │ ├2> 
Nicolasa de Lorena
 (1608-1657), duquessa de Lorena

│ │ │ │ │ │ │ │ X 1631)(1635 
Carles IV
 (1604-1675), duc de Lorena (
*
)
│ │ │ │ │ │ │ │
│ │ │ │ │ │ │ └2> Claudi de Lorena (1612-1648)

│ │ │ │ │ │ │ X 1634 à 
Nicolau Francesc
 (1609-1670), duc de Lorena (
*
)
│ │ │ │ │ │ │
│ │ │ │ │ │ ├─> 
Cristina
 (1565-1637)
│ │ │ │ │ │ │ X 1589 
Ferran I de Mèdici
, 
gran duc de Toscana
 (1549-1609)
│ │ │ │ │ │ │
│ │ │ │ │ │ ├─> 
Carles de Lorena
 (1567-1607), cardenal de Lorena, 
bisbe de Metz
, després 
d'Estrasburg

│ │ │ │ │ │ │
│ │ │ │ │ │ ├─> Antonieta (1568-1610)
│ │ │ │ │ │ │ X 1599 Joan Guillem (1562-1609), duc de Juliers i de Berg
│ │ │ │ │ │ │
│ │ │ │ │ │ ├─> Anna (1569-1676)
│ │ │ │ │ │ │
│ │ │ │ │ │ ├─> 
Francesc II de Lorena
 (1572-1632), comte de Vaudémont, duc de Lorena
│ │ │ │ │ │ │ X Cristiana de Salm (1575-1627)
│ │ │ │ │ │ │ │
│ │ │ │ │ │ │ ├─> Enric (1602-1611), marquès d'Hattonchatel
│ │ │ │ │ │ │ │
│ │ │ │ │ │ │ ├─> 
Carles IV de Lorena
 (1604-1690), duc de Lorena

│ │ │ │ │ │ │ │ X1) 1631)(1635 
Nicolasa de Lorena
 (1608-1657) 
│ │ │ │ │ │ │ │ X2) 1637 Beatriu de Cusance (1614-1663)
│ │ │ │ │ │ │ │ X3) 1665 Maria Lluïsa d'Aspremont (1651-1692)
│ │ │ │ │ │ │ │ │ 
│ │ │ │ │ │ │ │ ├2> Josep (1637-1638)
│ │ │ │ │ │ │ │ │ 
│ │ │ │ │ │ │ │ ├2> Anna (1639-1720)
│ │ │ │ │ │ │ │ │ X 1660 Francesc Maria de Lorena (1624-1694), duc de Lillebonne 
│ │ │ │ │ │ │ │ │ 
│ │ │ │ │ │ │ │ └2> 
Carles Enric de Lorena-Vaudémont
 (1649-1723), comte després príncep de Vaudémont 
│ │ │ │ │ │ │ │ X 1669 Anna Elisabet de Lorena (1649-1714) 
│ │ │ │ │ │ │ │ │ 
│ │ │ │ │ │ │ │ └─> Carles Tomàs (1670-1704), mariscal de l'imperi
│ │ │ │ │ │ │ │
│ │ │ │ │ │ │ ├─> Enriqueta (1605-1660)

│ │ │ │ │ │ │ │ X 1) 1621 
Lluís de Guisa
 (-1631), príncep de 
Phalsbourg
 i 
Lixheim

│ │ │ │ │ │ │ │ X 2) 1643 Carles Guasco marquès de Sallerio
│ │ │ │ │ │ │ │ X 3) 1652 Francesc Grimaldi (mort el 1693)
│ │ │ │ │ │ │ │
│ │ │ │ │ │ │ ├─> 
Nicolau Francesc de Lorena
 (1609-1670), duc de Lorena

│ │ │ │ │ │ │ │ X Claudi de Lorena (1612-1648) 
│ │ │ │ │ │ │ │ │ 
│ │ │ │ │ │ │ │ ├─> Ferran Felip (1639-1659)
│ │ │ │ │ │ │ │ │ 
│ │ │ │ │ │ │ │ ├─> 
Carles V de Lorena
 (1643-1690), duc de Lorena
│ │ │ │ │ │ │ │ │ X 
Eleonor Maria d'Àustria
 (1653-1696)
│ │ │ │ │ │ │ │ │ │
│ │ │ │ │ │ │ │ │ └─> 
Leopold I de Lorena
 (1679-1729), duc de Lorena 
│ │ │ │ │ │ │ │ │ │ X 
Elisabet Carlota d'Orleans
 (1676-1744)
│ │ │ │ │ │ │ │ │ │ │
│ │ │ │ │ │ │ │ │ │ ├─> Leopold (1699-1700)
│ │ │ │ │ │ │ │ │ │ │
│ │ │ │ │ │ │ │ │ │ ├─> Elisabet Carlota (1700-1711) 
│ │ │ │ │ │ │ │ │ │ │
│ │ │ │ │ │ │ │ │ │ ├─> Lluïsa Cristina (1701-1701)
│ │ │ │ │ │ │ │ │ │ │
│ │ │ │ │ │ │ │ │ │ ├─> Maria Gabriela Carlota (1702-1711)
│ │ │ │ │ │ │ │ │ │ │
│ │ │ │ │ │ │ │ │ │ ├─> Lluís (1704-1711) 
│ │ │ │ │ │ │ │ │ │ │
│ │ │ │ │ │ │ │ │ │ ├─> Josepa Gabriela (1705-1708)
│ │ │ │ │ │ │ │ │ │ │
│ │ │ │ │ │ │ │ │ │ ├─> Gabriela Lluïsa (1706-1709)
│ │ │ │ │ │ │ │ │ │ │
│ │ │ │ │ │ │ │ │ │ ├─> Leopold Climent Carles (1707-1723)
│ │ │ │ │ │ │ │ │ │ │
│ │ │ │ │ │ │ │ │ │ ├─> 
Francesc III de Lorena
 (1708-1765)
│ │ │ │ │ │ │ │ │ │ │ X 
Maria Teresa I d'Àustria
 (1717-1781)
│ │ │ │ │ │ │ │ │ │ │ │
│ │ │ │ │ │ │ │ │ │ │ └─> Casa d'Habsburg-Lorena
│ │ │ │ │ │ │ │ │ │ │
│ │ │ │ │ │ │ │ │ │ ├─> Eleonora (1710-1710)
│ │ │ │ │ │ │ │ │ │ │
│ │ │ │ │ │ │ │ │ │ ├─> Elisabet Teresa (1711-1741)
│ │ │ │ │ │ │ │ │ │ │ X 1737 
Carles Manuel III
, rei de Sardenya de la casa de Savoia (1701-1773) 
│ │ │ │ │ │ │ │ │ │ │
│ │ │ │ │ │ │ │ │ │ ├─> 
Carles Alexandre de Lorena
 (1712-1780), governador des Països Baixos austríacs 
│ │ │ │ │ │ │ │ │ │ │
│ │ │ │ │ │ │ │ │ │ └─> 
Anna Carlota de Lorena
 (1714-1773), abadessa a 
Remiremont
 i 
Mons

│ │ │ │ │ │ │ │ │ │
│ │ │ │ │ │ │ │ │ ├─> 
Carles Josep
 (1680-1715), 
arquebisbe de Trèveris

│ │ │ │ │ │ │ │ │ │
│ │ │ │ │ │ │ │ │ ├─> Eleonora (1682-1682)
│ │ │ │ │ │ │ │ │ │
│ │ │ │ │ │ │ │ │ ├─> Carles Ferran (1683-1685)
│ │ │ │ │ │ │ │ │ │
│ │ │ │ │ │ │ │ │ ├─> Josep (1685-1705), general de l'exèrcit imperial
│ │ │ │ │ │ │ │ │ │
│ │ │ │ │ │ │ │ │ └─> Francesc (1689-1715), abat de Malmédy
│ │ │ │ │ │ │ │ │ 
│ │ │ │ │ │ │ │ ├─> Anna Eleonora (1645-1646)
│ │ │ │ │ │ │ │ │ 
│ │ │ │ │ │ │ │ ├─> Anna Maria, morta jove
│ │ │ │ │ │ │ │ │ 
│ │ │ │ │ │ │ │ └─> Maria Anna Teresa (1648-1661), abadessa de Remiremont
│ │ │ │ │ │ │ │
│ │ │ │ │ │ │ ├─> Margarida (1615-1672)
│ │ │ │ │ │ │ │ X 
Gastó Joan Baptista de França
 (1608-1660)
│ │ │ │ │ │ │ │
│ │ │ │ │ │ │ └─> Cristina (1621-1622)
│ │ │ │ │ │ │
│ │ │ │ │ │ ├─> Caterina (1573-1648), abadessa de Remiremont 
│ │ │ │ │ │ │
│ │ │ │ │ │ ├─> Elisabet (1574-1636)
│ │ │ │ │ │ │ X 1599 
Maximilià I
 (1573-1651), 
elector de Baviera

│ │ │ │ │ │ │
│ │ │ │ │ │ └─> Claudi (1574-1576)
│ │ │ │ │ │
│ │ │ │ │ ├─> Renata (1544-1602)
│ │ │ │ │ │ X 1568 
Guillem V de Wittelsbach
, 
duc de Baviera
 (1548-1626)
│ │ │ │ │ │
│ │ │ │ │ └─> Dorotea (1545-1621)
│ │ │ │ │ X 1) 1575 Eric II (mort el 1584), duc de Brunswick-Kalenberg
│ │ │ │ │ X 2) 1597 Marc de Rye de la Palud (-1598), marquès de Varambon, comte de la Roche i de Villersexel
│ │ │ │ │
│ │ │ │ ├─> Anna (1522-1568)
│ │ │ │ │ X 1) 1540 
Ramon de Chalons
, 
príncep d'Orange
 (1519-1544)
│ │ │ │ │ X 2) 1548 Felip II (1496-1549) duc de Croy-Aerschot 
│ │ │ │ │
│ │ │ │ ├─> 
Nicolau
 (1524-1577), comte de Vaudémont i duc de Mercoeur 

│ │ │ │ │ │
│ │ │ │ │ └─> 
Casa de Mercœur

│ │ │ │ │
│ │ │ │ ├─> Joan (1526-1532)
│ │ │ │ │
│ │ │ │ ├─> Antoni (1528- mort jove)
│ │ │ │ │
│ │ │ │ └─> Elisabet (1530- mort jove)
│ │ │ │ 
│ │ │ ├─> Anna (1490-1491)
│ │ │ │ 
│ │ │ ├─> Nicolau (1493- mort jove)
│ │ │ │ 
│ │ │ ├─> Isabel (1494-1508)
│ │ │ │ 
│ │ │ ├─> 
Claudi de Guisa
 (1496-1550), 
duc de Guisa
, 
comte d'Harcourt
, 
d'Aumale
, baró d'
Elbeuf
, de 
Mayenne
 
senyor de Joinville
 

│ │ │ │ │
│ │ │ │ └─> Casa de Guisa
│ │ │ │ 
│ │ │ ├─> 
Joan de Lorena
 (1498-1550), cardenal, 
bisbe de Toul
, de 
Metz
 i de 
Verdun

│ │ │ │ 
│ │ │ ├─> 
Lluís de Lorena
 (1500-1528), bisbe de Verdun, comte de Vaudémont
│ │ │ │ 
│ │ │ ├─> Claudi (1502- mort jove)
│ │ │ │ 
│ │ │ ├─> Caterina (1502- mort jove)
│ │ │ │ 
│ │ │ └─> Francesc (1506-1525), comte de Lambesc
│ │ │
│ │ ├─> Nicolau (-1476), senyor de Joinville i de Bauffremont
│ │ │
│ │ ├─> Pere (-1451)
│ │ │
│ │ ├─> Joana (1458-1480)
│ │ │ X 
Carles IV
 (1436 - 1481), duc d'Anjou
│ │ │
│ │ ├─> Iolanda (-1500)
│ │ │ X 
Guillem II de Hessen
, landgravi de Hessen (mort el 1509)
│ │ │
│ │ └─> Margarida (1463-1521)
│ │ X 
Renat
 (1454 - 1492), 
duc d'Alençon

│ │
│ ├─> 
Joan VIII
 (mort el 1473), comte d'Harcourt, d'Aumale i baró d'Elbeuf
│ │
│ ├─> 
Enric de Lorena
 (mort el 1505), 
bisbe de Thérouanne
 (1447-1484), després de 
Metz
 (1484-1505)
│ │
│ └─> Maria (-1455)
│ X 
Alan IX
 (mort el 1462), 
vescomte de Rohan

│
├─> Isabel (1397-1456)
│ X Felip I comte de Nassau (mort el 1429)
│
└─> Margarida
X Thibald, senyor de Blamont (mort el 1431)
```

#### Casa de Guisa

ducs de Guisa

ducs de Mayenne

```
Renat II de Lorena
 (1451-1508), duc de Lorena (
*
)
X 
Felipa de Gueldre
 (1465-1547)
│ 
└─> 
Claudi
 (1496-1550), duc de 
Guisa
, 
comte d'Harcourt
 i d'
Aumale
, d'
Elbeuf
 i senyor de 
Mayenne
 i de 
Joinville

X 
1513
 
Antonieta de Borbó-Vendôme
 (1493-1583)
│ 
├─> 
Maria de Guisa
 (1515-1560)
│ X 1) 1534 Lluís (-1537), duc de Longueville
│ X 2) 1538 
Jaume V
 (1512-1542), rei d'Escòcia.
│ 
├─> 
Francesc
 (1519-1563), segon duc de Guisa, cap catòlic, tinent general del regne
│ X 1548 
Anna d'Este
 (1531-1607)
│ │ 
│ ├─> 
Enric I l'Apunyalat
 (1550 - 1588), duc de Guisa
│ │ X 1570 
Caterina de Cleveris
 (1548-1633)
│ │ │ 
│ │ ├─> 
Carles I
, (1571-1640), duc de Guisa
│ │ │ X 
Enriqueta Caterina de Joyeuse
 (1585-1656)
│ │ │ │ 
│ │ │ ├─> Francesc (1612-1639), príncep de Joinville
│ │ │ │ 
│ │ │ ├─> 
Enric II
 (1614-1664), arquebisbe de Reims (1629-40), després duc de Guisa
│ │ │ │ X 1) 1639 
Anna de Gonzaga de Clèveris

│ │ │ │ X 2) 1641 (separats el 1643) Honorata de Grimberghe (-1679)
│ │ │ │ 
│ │ │ ├─> 
Maria de Guisa
 (1615-1688), duquessa de Guisa, princesa de Joinville
│ │ │ │ 
│ │ │ ├─> Carles Lluís (1618-1637), duc de Joyeuse
│ │ │ │ 
│ │ │ ├─> Francesca Renata (1621-1682), abadessa de Montmartre
│ │ │ │ 
│ │ │ ├─> 
Lluís
 (1622-1654), duc de Joyeuse i d'Angulema
│ │ │ │ X 1649 Francesca (1621-1696), 
duquessa d'Angulema

│ │ │ │ │ 
│ │ │ │ ├─> 
Lluís Josep
 (1650-1671), duc de Guisa i de Joyeuse
│ │ │ │ │ X 1667 Elisabet d'Orleans (1646-1696)
│ │ │ │ │ │ 
│ │ │ │ │ └─> 
Francesc Josep
 (1670-1675), duc de Guisa i de Joyeuse
│ │ │ │ │ 
│ │ │ │ └─> Caterina Enriqueta (1651-1655)
│ │ │ │ 
│ │ │ └─> Roger (1624-1653), cacaller de l'
Ordre de Sant Joan de Jerusalem

│ │ │ 
│ │ ├─> Enric (1572-1574)
│ │ │ 
│ │ ├─> Caterina (1573-1573)
│ │ │ 
│ │ ├─> 
Lluís de Lorena
 (1575-1621), cardenal de Guisa, 
arquebisbe de Reims

│ │ │ │
│ │ │ ├i> Carles Lluís de Lorena (-1668), 
bisbe de Condom

│ │ │ │
│ │ │ ├i> Aquil·les de Lorena (1615-1648), príncep de Guisa
│ │ │ │
│ │ │ ├i> Enric Hèctor de Lorena (1620-1668)
│ │ │ │
│ │ │ ├i> Carlota (-1664) abadessa de Saint-Pierre
│ │ │ │
│ │ │ └i> Lluïsa (1621-1652)
│ │ │ 
│ │ ├─> Carles (1576-1576)
│ │ │ 
│ │ ├─> Maria (1577-1582)
│ │ │ 
│ │ ├─> Claudi (1578-1657), duc de Chevreuse
│ │ │ X 1622 Maria Amada de Rohan (1600-1679)
│ │ │ │ 
│ │ │ ├─> Anna Maria (1624-1652), abadessa de Pont-aux-Dames
│ │ │ │ 
│ │ │ ├─> Carlota Maria (1627-1652)
│ │ │ │ 
│ │ │ └─> Enriqueta (1631-1693), abadessa de Jouarre
│ │ │ 
│ │ ├─> Caterina (1579- mort jove)
│ │ │ 
│ │ ├─> Cristina (1580-1580)
│ │ │ 
│ │ ├─> Francesc (1581-1582)
│ │ │ 
│ │ ├─> Renata (1585-1626), abadessa de Saint Pierre a Reims
│ │ │ 
│ │ ├─> Joana (1586-1638), abadessa de Jouarre
│ │ │ 
│ │ ├─> Lluïsa Margarida (1588-1631)
│ │ │ X 1605 
Francesc de Borbó
 (1558-1614), príncep de Conti
│ │ │ 
│ │ └─> Francesc Alexandre (1589-1614)
│ │ 
│ ├─> 
Caterina de Guisa
 (1552 - 1596), duquessa de Montpensier 
│ │ X 1570 
Lluís de Borbó
 (1513-1582), 
duc de Montpensier

│ │ 
│ ├─> 
Carles de Guisa
, (1554-1611), duc de Mayenne
│ │ X 1576 Enriqueta de Savoia-Villars (morta el 1611)
│ │ │ 
│ │ ├─> 
Enric
 (1578-1621), duc de Mayenne i d'Aguillon
│ │ │ X 
1599
 
Enriqueta de Nevers
 (1571-1601)
│ │ │ 
│ │ ├─> Carles Manel (1581-1609), comte de Sommerive
│ │ │ 
│ │ ├─> 
Caterina
 (1585-1618)
│ │ │ X 1599 
Carles I Gonzaga
 (1580-1637), 
duc de Màntua

│ │ │ 
│ │ └─> Renata (-1638)
│ │ X 1613 Marius II Sforza (1594-1658), duc d'Ognano i de Segni, comte de Santa-Fiora
│ │ 
│ ├─> 
Lluís
 (1555-1588), cardenal de Guisa
│ │ │ 
│ │ └i> 
Lluís
, (1588-1631) baró d'Ancerville, príncep de Phalsbourg i Lixheim

│ │ X 1621 
Enriqueta de Lorena
 (1605-1660)] (
*
)
│ │ 
│ ├─> Antoni (1557 -1560)
│ │ 
│ ├─> Francesc (1559 -1573)
│ │ 
│ └─> Maximilià (1562 -1567)
│ 
├─> Lluïsa (1520-1542)
│ X 1) 1541 Carles I de Croy (-1551), duc d'Arschot
│ 
├─> Renata (1522-1602), abadessa de Saint-Pierre a Reims
│ 
├─> 
Carles
 (1524-1574), cardenal de Lorena, 
arquebisbe de Reims
.
│ 
├─> 
Claudi
 (1526-1573), duc d'Aumale 

│ │ 
│ └─> 
Casa d'Aumale

│ 
├─> 
Lluís de Lorena
 (1527-1578), cardenal de Guisa, 
bisbe de Metz
, 
arquebisbe de Sens

│ 
├─> Felip (1529-1529)
│ 
├─> Pere (1530- mort jove)
│ 
├─> Antonieta (1531-1561), abadessa de Faremoutier
│ 
├─> Francesc (1534-1563), gran prior de l'
Orde de Sant Joan de Jerusalem

│ 
└─> 
Renat II
 (1536-1566), 
duc d'Elbeuf
 

│ 
└─> Casa d'
Elbeuf
```

##### Casa d'Aumale

ducs d'Aumale

```
Claudi de Guisa
 (1496-1550), duc de 
Guisa
 (
*
)
X 
1513
 
Antonieta de Borbó-Vendôme
 (1493-1583)
│ 
└─> 
Claudi
 (1526-1573), duc d'Aumale
X 
Lluïsa de Brézé
 (1518 - 1577)
│ 
├─> Enric (1549-1559)
│ 
├─> Caterina (1550-1606), casada el 1569 amb 
Nicolau de Lorena
 (mort el 1577), 
duc de Mercoeur

│ 
├─> Magdalena Diana (1554- mort jove)
│ 
├─> 
Carles I
 (1555-1631), duc d'Aumale 
│ X 
1576
 Maria de Lorena (1555-1605) (Casa d'
Elbeuf
)
│ │ 
│ ├─> Carles (1580- mort jove)
│ │ 
│ ├─> Enric (mort jove)
│ │ 
│ ├─> Margarida (mort jove)
│ │ 
│ ├─> 
Anna
 (1600-1638)
│ │ X 1618 
Enric de Savoia
 (1572-1632), 
duc de Nemours

│ │ 
│ └─> Maria, casada el 1615 amb Ambròs, marquès de Spinola
│ 
├─> Diana (1558-1586)
│ X 1576 Francesc de Montmorency (-1638), comte de Luxemburg-Piney
│ 
├─> Antonieta (1560- morta jove)
│ 
├─> Antonieta Lluïsa (1561-1643), abadessa de Soissons
│ 
├─> Antoni (1562- mort jove)
│ 
├─> Claudi (1564-1591), abat de Saint-Pere a Chartres
│ 
├─> Maria (1565-1627), abadessa de Chelles
│ 
└─> Carles (1566-1568)
```

##### Casa d'Elbeuf

ducs d'Elbeuf

comtes d'Harcourt

```
Claudi
 (1496-1550), duc de 
Guisa

X 
1513
 
Antonieta de Borbó-Vendôme
 (1493-1583)
│ 
└─> 
Renat II
 (1536-1566), duc d'Elbeuf 
X 
1555
 Lluïsa de Rieux (1531-1570)
│ 
├─> Maria (1555-1605)
│ X 1576 
Carles I de Lorena
 (1555-1631), duc d'Aumale (casa d'
Aumale
)
│ 
└─> 
Carles I
 (1556-1605), marquès després duc d'Elbeuf
X 
1583
 Margarida de Chabot (1565-1652)
│ 
├─> Claudia Eleonora (1582-1654)
│ X 1600 Lluís Gouffier (mort el 1642), duc de Roannais 
│ 
├─> 
Carles II
 (1586-1657), duc d'Elbeuf
│ X 
1619
 Caterina Enriqueta de Borbó (1596-1663)
│ │ 
│ ├─> 
Carles III
 (1620-1692), duc d'Elbeuf
│ │ X 1) 1648 Anna Elisabet de Lannoy (1626-1654)
│ │ X 2) 1656 Elisabet de La Tour d'Auvergne (1635-1680)
│ │ X 3) 1684 Francesca de Montault de Navailles (1653-1717)
│ │ │ 
│ │ ├1> Anna Elisabet (1649-1714)

│ │ │ X 1669 Carles Enric de Lorena-Vaudémont (1649-1723) 
│ │ │ 
│ │ ├1> Carles (1650-1690)
│ │ │ 
│ │ ├2> Enric Frederic (1657-1666), comte de Rieux
│ │ │ 
│ │ ├2> Maria Eleonora (1658-1731), abadessa de Saint-Jacques
│ │ │ 
│ │ ├2> Maria Francesca (1659-), abadessa de Saint-Germain
│ │ │ 
│ │ ├2> 
Enric
 (1661-1748), duc d'Elbeuf
│ │ │ X 1677 Carlota de Rochechouart (1660-1729)
│ │ │ │ 
│ │ │ ├─> Felip (1678-1705)
│ │ │ │ 
│ │ │ ├─> Armanda Carlota (1683-1701)
│ │ │ │ 
│ │ │ └─> Carles (1685-1705)
│ │ │ 
│ │ ├2> Lluís (1662-1693), abat d'Orcamp
│ │ │ 
│ │ ├2> 
Manel Maurici
 (1677-1763), duc d'Elbeuf
│ │ │ X 1713 Maria Teresa de Stramboni (-1745)
│ │ │ X 1747 
Innocència Caterina de Rougé du Plessis-Bellière
 (1707-1794)
│ │ │ 
│ │ ├3> Susana Enriqueta (1686-1710)
│ │ │ X 1704 
Carles III
 (1652-1708), 
duc de Màntua

│ │ │ 
│ │ └3> Lluïsa Anna Radegunda (1689-1726), abadessa de Saint-Saens
│ │ 
│ ├─> Enric (1620-1648), abat d'Homblières
│ │ 
│ ├─> Francesc Maria (1624-1694), príncep de Lillebonne, duc de Joyeuse

│ │ X 1) 1658 Cristina d'Estrees (-1658)
│ │ X 2) 1660 Anna de Lorena (1639-1720) (
*
)
│ │ │ 
│ │ ├─> Carles Francesc (1661-1702), duc de Joyeuse
│ │ │ 
│ │ ├─> Beatriu Jerònima (1662-1738), abadessa de Remiremont 
│ │ │ 
│ │ ├─> Teresa (1663-1671)
│ │ │ 
│ │ ├─> Maria Elisabet (1664-1748)
│ │ │ X 1691 Lluís de Melun (1673-1704), príncep d'Epinay, duc de Joyeuse
│ │ │ 
│ │ ├─> Maria Francesca (1666-1669)
│ │ │ 
│ │ ├─> Sebastiana (1667-1669)
│ │ │ 
│ │ ├─> Joana Francesca (1668-1680)
│ │ │ 
│ │ ├─> Enric Lluís (1669-1670)
│ │ │ 
│ │ └─> Joan Francesc Paul (1672-1693), duc de Joyeuse
│ │ 
│ ├─> Caterina (1626-1645), monja
│ │ 
│ ├─> Francesc Lluís (1627-1694), 
comte d'Harcourt

│ │ X 1645 Anna d'Ornano (-1695)
│ │ │ 
│ │ ├─> Francesc, nascut abans del matrimoni dels pares, reconegut el 1694
│ │ │ 
│ │ ├─> Maria Angelica (1646-1674)
│ │ │ X 1671 Dom 
Nuno Álvares Pereira de Melo
, 
duc de Cadaval
 (mort el 1727)
│ │ │ 
│ │ ├─> Alfons Enric Carles (1648-1719), anomenat "príncep d'Harcourt i de Guisa"
│ │ │ X 1667 Francesca de Brancas (-1715)
│ │ │ │ 
│ │ │ ├─> Susana (1668-1671)
│ │ │ │ 
│ │ │ ├─> Maria (1669-1671)
│ │ │ │ 
│ │ │ ├─> Anna (1670-1671)
│ │ │ │ 
│ │ │ ├─> Anna Margarida (1675-)
│ │ │ │ 
│ │ │ ├─> Carles (1675-)
│ │ │ │ 
│ │ │ ├─> Anne Maria Josep (1679-1739), anomenat "el príncep d'Harcourt i de Guisa"
│ │ │ │ X 1705 Maria Lluïsa Cristiana Joana de Castella (1680-1736)
│ │ │ │ │ 
│ │ │ │ ├─> Lluïsa Enriqueta Francesca (1708-1737)
│ │ │ │ │ X 1725 
Manel Teodosi de La Tour d'Auvergne, duc de Bouillon
 i d'Albret
│ │ │ │ │ 
│ │ │ │ ├─> Maria Elisabet Sofia (1710-1740)
│ │ │ │ │ X 1734 Lluís Francesc Armand de Richelieu (-1788)
│ │ │ │ │ 
│ │ │ │ └─> Lluís Maria Leopold (1720-1747), anomenat "el príncep d'Harcourt i de Guisa"
│ │ │ │ 
│ │ │ ├─> Francesc Maria (1684-1705), anomenat "el príncep de Montlaur"
│ │ │ │ 
│ │ │ └─> Francesc Maria (1686-1706), anomenat "el príncep de Maubec"
│ │ │ 
│ │ ├─> Cèsar (+1675), comte de Montlaur
│ │ │ 
│ │ ├─> Maria Anna (1656-1699), abadessa de Montmartre
│ │ │ 
│ │ └─> Carles (1660-1683), anomenat "l'abat d'Harcourt"
│ │ 
│ └─> Maria Margarida Ignàsia (1628-1679), anomenada 
senyoreta d'Elbeuf
 
│ 
├─> Enriqueta (1582-1669), abadessa de Soissons
│ 
├─> Francesca (1598-1626)
│ 
├─> 
Enric
 (1601-1666), comte d'Harcourt, d'Armanyac i de Brionne
│ X 
Margarida Felipa du Cambout
 (1622-1674)
│ │ 
│ ├─> Armanda Enriqueta (1640-1684), abadessa de Soissons
│ │ 
│ ├─> Lluís (1641-1718), comte d'Armanyac, de Charny i de Brionne
│ │ X 1660 Caterina de Neufville de Villeroy (1639-1707)
│ │ │ 
│ │ ├─> Enric (1661-1712), comte de Brionne
│ │ │ X 1689 Maria Magdalena d'Epinay (+1714)
│ │ │ │ 
│ │ │ ├─> Lluís (1692-1743), príncep de Lambesc, comte de Brionne i de Braine
│ │ │ │ X Joana Enriqueta de Durfort (1691-1750)
│ │ │ │ │ 
│ │ │ │ ├─> Joana Lluïsa (1711-)
│ │ │ │ │ 
│ │ │ │ ├─> Carlota Lluïsa (1722-1747)
│ │ │ │ │ X 1745 Alexandre Ferran (1704-1773), comte de Thurn i Taxis
│ │ │ │ │ 
│ │ │ │ ├─> Enriqueta Júlia Gabriela (1724-1761)
│ │ │ │ │ X 1739 Dom 
Jaime Álvares Pereira de Melo
, 
duc de Cadaval
 (1684-1749)
│ │ │ │ │ 
│ │ │ │ ├─> Lluís Carles (1725-1761), príncep de Lambesc, comte de Brionne 
│ │ │ │ │ X 1) 1740 Lluïsa de Gramont (1725-1742)
│ │ │ │ │ X 2) 1744 Augusta Malo de Coetquen (1722-1746)
│ │ │ │ │ X 3) 1748 Lluïsa de Rohan-Rochefort (1734-1815)
│ │ │ │ │ │ 
│ │ │ │ │ ├3> 
Carles Eugeni
 (1751-1825), príncep de Lambesc, duc d'Elbeuf, comte de Brionne
│ │ │ │ │ │ X 1) Anna Zetzner (1764-1818)
│ │ │ │ │ │ X 2) 1816 Maria Victòria Folliott de Crenneville (1766-1845)
│ │ │ │ │ │ 
│ │ │ │ │ ├3> Maria Josepa Teresa (1753-1797)
│ │ │ │ │ │ X 1768 
Victor Amadeu
 (1743-1780), príncep de Carignan
│ │ │ │ │ │ 
│ │ │ │ │ ├3> Anna Carlota (1755-1786), abadessa de Remiremont
│ │ │ │ │ │ 
│ │ │ │ │ └3> Josep Maria (1759-1812), príncep de Vaudémont
│ │ │ │ │ X 1778 Lluïsa de Montmorency-Logny (1763-1832)
│ │ │ │ │ 
│ │ │ │ ├─> Francesc Camil (1726-1788), abat de Sant Víctor de Marsella
│ │ │ │ │ 
│ │ │ │ └─> Enriqueta Agata Lluïsa (1731-1766)
│ │ │ │ 
│ │ │ └─> Maria Lluïsa (1693-1724)
│ │ │ 
│ │ ├─> Margarida (1662-1730)
│ │ │ X 1675 Dom 
Nuno Álvares Pereira de Melo
, 
duc de Cadaval
 (+1727)
│ │ │ 
│ │ ├─> Francesc (1664- mort jove)
│ │ │ 
│ │ ├─> Francesc Armand (1665-1728), 
bisbe de Bayeux
 (1719-28)
│ │ │ 
│ │ ├─> Camil (1666-1715), mariscal de Lorena
│ │ │ 
│ │ ├─> Armand (1668-1681)
│ │ │ 
│ │ ├─> Isabel (1671- mort jove)
│ │ │ 
│ │ ├─> Felip (1673-1677)
│ │ │ 
│ │ ├─> Maria (1674-1724)
│ │ │ X 1688 
Antoni II Grimaldi
 (1661-1731), 
príncep de Mònaco

│ │ │ 
│ │ ├─> Lluís Alfons (1675-1704)
│ │ │ 
│ │ ├─> Carlota (1678-1757)
│ │ │ 
│ │ ├─> Francesc Lluís (1680-1712), anomenat "l'abat d'Armanyac"
│ │ │ 
│ │ ├─> Margarida (1681- + jove)
│ │ │ 
│ │ └─> Carles (1684-1751), comte d'Armanyac
│ │ X 1717 Francesca Adelaida de Noailles (1704-1776)
│ │ 
│ ├─> Felip (1643-1702), abat de Saint Pierre a Chartres, anomenat el "cavaller de Lorena"
│ │ 
│ ├─> Alfons Lluís (1644-1689), abat de Royaumont, anomenat el "cavaller d'Harcourt"
│ │ 
│ ├─> Ramon Bérenguer (1647-1686), abat de Faron de Meaux
│ │ 
│ └─> Carles (1648-1708), 
comte de Marsan

│ X 1) 1683 Maria Francesca d'Albret (1650-1692)
│ X 2) 1696 Caterina Terese de Matignon (1662-1699)
│ │ 
│ ├2> Carles Lluís (1696-1755), comte de Marsan, príncep de Pons i de Mortagne
│ │ X 1714 Elisabet de Roquelaure (1696-1752)
│ │ │ 
│ │ ├─> Leopoldina Elisabet Carlota (1716-)
│ │ │ X 1733 Joan de Zuñiga (+1777), duc de Bejar 
│ │ │ 
│ │ ├─> Lluïsa Enriqueta Gabriela (1718-1788)
│ │ │ X 1743 Jofre Carles de La Tour d'Auvergne (1728-1792), 
duc de Bouillon
 i d'
Albret

│ │ │ 
│ │ ├─> Gastó Joan Baptista Carles (1721-1743)
│ │ │ X 1736 Maria Lluïsa Genoveva de Rohan (1720-1803)
│ │ │ │ 
│ │ │ └─> un fill (-1739)
│ │ │ 
│ │ ├─> Margarida Lluïsa Elisabet (1723-1764), abadessa de Remiremont
│ │ │ 
│ │ ├─> Lluís Josep (1724-1727)
│ │ │ 
│ │ └─> Lluís Camil (1725-1782), comte de Marsan, príncep de Puyguilhem
│ │ X 1759 Júlia Elena Rosalia Mancini-Mazarin (1742-)
│ │ 
│ ├2> Jaume Enric (1698-1734), marquès d'Ambleville, príncep de Lixheim
│ │ X 1721 Margarida Gabriela de Beauvau-Craon (1707-p.1790)
│ │ 
│ └2> Maria (1699-1699)
│ 
└─> Caterina (1606-1611)
```

#### Casa de Mercœur
```
Antoni de Lorena
 (1489-1544), duc de Lorena
X 
Renata de Borbó-Montpensier
 (1494-1539)
│
└─> 
Nicolau
 (1524-1577), comte de Vaudémont i duc de Mercœur 
X 1) 
1549
 Margarida d'Egmont (1517-1554)
X 2) 
1555
 Joana de Savoia (1532-1568)
X 3) 
1569
 Caterina de Lorena (1550-1606)
│
├1> Margarida (1550- + jove)
│
├1> Catherine (1551-jeune)
│
├1> Enric (1552-jeune), comte de Chaligny
│
├1> 
Lluïsa
 (1553-1601) 
│ X 
1575
 
Enric III
 (1551-1589), rei de França
│
├2> 
Felip Manel de Lorena
 (1558-1602), duc de Mercœur
│ X 
1576
 
Maria de Luxemburg
 (1562 - 1623), 
duquessa de Penthièvre

│ │
│ ├─> Felip Lluís (1589-1590)
│ │
│ └─> 
Francesca
 (1592-1669)
│ X 1609 
Cèsar de Borbó
 (1594-1665), 
duc de Vendôme
.
│
├2> 
Carles de Lorena
 (1561-1587), cardenal, 
bisbe de Toul
 i de 
Verdun
,
│
├2> Joan (1563 mort jove)
│
├2> Margarida (1564-1625) 
│ X 1) 1581 Anne (1561-1587), duc de Joyeuse
│ X 2) 1599 Francesc de Montmorency-Luxemburg (mort el 1613), duc de Piney
│
├2> Claudi (1566- mort jove)
│
├2> Francescs (1567-1596)
│
├3> Antoni (1572-1587)
│
├3> 
Enric
 (1570-1600), comte de Chaligny
│ X 
1585
 Clàudia (1572 - 1627), marquesa de Moy
│ │
│ ├─> 
Carles
 (1592-1631), comte de Chaligny, després 
bisbe de Verdun

│ │
│ ├─> Lluïsa (1595 -1667), senyora de Busigny
│ │ X 1608 Florenci (1588 -1622), príncep de Ligne, marquès de Roubaix
│ │
│ ├─> Enric (1596 -1672) comte de Chaligny i marquis de Moy
│ │
│ └─> 
Francesc de Lorena
 (1599-1672), 
bisbe de Verdun
, després comte de Chaligny
│ X Cristina de Massauve, baronessa de Saint-Menge
│
├3> Cristina (1571- mort jove)
│
├3> Lluïsa (1575- mort jove)
│
└3> 
Eric
 (1576-1623), bisbe de Verdun (1595-1611)
```